# Перекрёстная энтропия
В теории информации перекрёстная энтропия между двумя распределениями вероятностей измеряет среднее число бит, необходимых для опознания события из набора возможностей, если используемая схема кодирования базируется на заданном распределении вероятностей {\displaystyle q}, вместо «истинного» распределения {\displaystyle p}.
Перекрестная энтропия для двух распределений {\displaystyle p} и {\displaystyle q} над одним и тем же вероятностным пространством определяется следующим образом:
{\displaystyle \mathrm {H} (p,q){\stackrel {\mathrm {df} }{\;=\;}}\mathrm {E} _{p}[-\log q]=\mathrm {H} (p)+D_{\mathrm {KL} }(p\|q)},
где {\displaystyle H(p)} — энтропия {\displaystyle p}, и {\displaystyle D_{\mathrm {KL} }(p||q)} — расстояние Кульбака—Лейблера от  {\displaystyle p} до {\displaystyle q} (также известная как относительная энтропия).
Для дискретного {\displaystyle p} и {\displaystyle q} это означает
{\displaystyle \mathrm {H} (p,q)=-\sum _{x}p(x)\,\log q(x).}
Ситуация для непрерывного распределения аналогична:
{\displaystyle \mathrm {H} (p,q)=-\int \limits _{X}p(x)\,\log q(x)\,dx.}
Нужно учесть, что, несмотря на формальную аналогию функционалов для непрерывного и дискретного случаев, они обладают разными свойствами и имеют разный смысл. Непрерывный случай имеет ту же специфику, что и понятие дифференциальной энтропии.
NB: Запись {\displaystyle \mathrm {H} (p,q)} иногда используется как для перекрёстной энтропии, так и для совместной энтропии {\displaystyle p} и {\displaystyle q}.

## Минимизация перекрёстной энтропии
Минимизация перекрёстной энтропии часто используется в оптимизации и для оценки вероятностей редких событий.